# Táhlo (stavitelství)
Táhlo je prut namáhaný tahem ve směru podélné osy.
Táhlo je zpravidla prvek bránící vodorovnému pohybu částí stavby, např. protilehlých patek klenutého oblouku, do jejichž konstrukce jsou upevněny konce táhla. Jako táhla jsou označovány např. i některé prvky v krovech, pokud se předpokládá, že jejich funkce spočívá především v přenosu tažných sil (na rozdíl např. od rozpěry či sloupku, přenášejících především síly tlakové).
Táhla jsou často vkládána do staveb již při výstavbě s cílem dlouhodobé stability. Táhla bývají vkládána do obvodového zdiva (často tvoří součást věnce nejčastěji v úrovni stropů nebo koruny zdiva), případně spojují protilehlé zdi (nejčastěji jako součást stropních konstrukcí). Např. u vysokých staveb typu gotických katedrál probíhají vodorovná táhla po obvodu stavby v několika výškových úrovních.

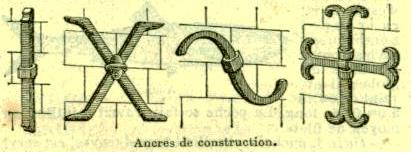
Různé typy kotev

Ve věžích (městské brány, kostelní zvonice) mnohdy docházelo k vkládání vodorovných táhel dodatečně, většinou v několika výškových úrovních při vnitřním líci stěn. Tato táhla se pak často na vnějšku stavby projevují kolmými kotvami (většinou směřujícími svisle, aby křížily ložné spáry zdiva), případně (od konce 19. století) litinovými či kovanými terči.
Táhla mohou mít pevnou, neměnnou délku, nebo mohou být délkově stavitelná. Starší dřevěná táhla obvykle mají pevnou délku. Jejich konce často navazují na dřevěné věnce, vložené do stěnového zdiva, nebo mohou být opatřeny kovanými kotvami.
Ocelová táhla jsou obvykle plochá, kovaná, na konci opatřená oky pro kolmé kotvy. Kotvy byly u táhel současných se stavbou často zapuštěny do líce zdiva, přičemž drážky bývaly vyplněny zdivem. Délková nastavitelnost byla možná zarážením klínů do ok na vnější straně kotev. Delší táhla mohla být sestavována z více dílů, v jejichž spojích také mohla být oka s klíny umožňujícími drobnou korekci délky. V industriální éře převládají táhla kruhového průřezu, často na koncích opatřená závity, umožňujícími délkové nastavení (pomocí spojovacích matic, nebo matic kotev).
U velkoprostorových hal (sklady, továrny) jsou táhla často součástí staticky náročné konstrukce.
Jako táhlo se mnohdy označují prvky, jejichž funkce je jiná než přenášení tahové síly, anebo nelze způsob zatížení bez odborného statického posouzení určit.
Pro táhlo mohou být užívány i pojmy kotva (časté; přeneseno od kotev, kterými jsou táhla zakončena) či spona.